# Chris Hülsbeck
Chris Hülsbeck  est un compositeur de musique de jeu vidéo, né le 2 mars 1968 à Cassel (Hesse) en Allemagne. Il s'est fait connaître pour ses travaux sur Commodore 64, puis Amiga, notamment sur la série Turrican. Il est régulièrement associé aux productions du studio Factor 5.

## Biographie
Attiré par la musique dès son plus jeune âge, Chris Hülsbeck débute par l'apprentissage du piano. À l'âge de 14 ans, il obtient son premier micro-ordinateur, le Commodore 64, et commence à composer des chiptunes. Quatre ans plus tard, en 1986, il remporte, avec la composition « Shades », un concours organisé par la revue C64er Magazin. Cet évènement marque le début de sa carrière comme compositeur musical et d'effets sonores.
Il compose d'abord sur les productions C64 de Rainbow Arts et Time Warp comme Katakis, Jinks, Bad Cat, To Be on Top ou encore The Great Giana Sisters. À partir de 1989, Chris Hülsbeck commence à travailler sur Amiga, réalisant des bande-son remarquées comme sur la série Turrican, X-Out, Apidya ou Jim Power. Il travaille ensuite sur différents projets sur consoles et PC.
Depuis 1999, il vit en Californie où il travaille pour Factor 5, sur la série Star Wars: Rogue Squadron et Lair.
Il a travaillé sur plus de 70 jeux différents au total. Sa discographie comprend 11 albums avec quelques adaptations de musiques de jeux mais aussi des musiques originales dans un style electro.

## Discographie

### Auteur unique

#### Albums
- Vol.1 - Shades, 1991, A.U.D.I.O.S. Entertainment - ACD1
- Apidya Soundtrack, 1992, A.U.D.I.O.S. Entertainment - ACD2
- Vol.2 - To Be On Top, 1992, A.U.D.I.O.S. Entertainment - ACD3
- Turrican Soundtrack, 1993, Kaiko – KCD4
- Rainbows, 1994, Chris Hülsbeck Mediaproduction – HCD5
- Sound Factory - Digital Audio Collection 1, 1995, Chris Hülsbeck Mediaproduction – HCD6
- Tunnel B1 Soundtrack, 1997, synSONIQ Records – HCD7
- Extreme Assault Soundtrack, 1997, synSONIQ Records – HCD8
- Bridge from the past to the future, 2000, MP3.com – 60199
- Chris Huelsbeck in the Mix, 2001, ZYX Music – ZYX 20584-2
- Bridge from the past..., 2005, CAPP Records
- Number Nine, 2007, synSONIQ Records – HCD9
- Symphonic Shades, 2008, synSONIQ Records - HCD10
- Turrican Soundtrack Anthology (projet Kickstarter), 2013, Chris Huelsbeck Productions – TSA2013
- Gem’X Extended Soundtrack, 2014, Chris Huelsbeck Productions (FLAC)
- The Piano Collection, 2015, Sound Of Games / synSONIQ Records
- 25 Years - Turrican II The Orchestral Album by Chris Huelsbeck, 2017
- Turrican - Ultimate Collection, 2019, Retro Gamer Presents...
- Turrican - Orchestral Selections, 2019, Chris Huelsbeck Productions – TOS-BOX

#### Singles
- Native Vision - Easy life, 1994, Paramount Park – 900100.5
- Peanuts feat. Doc. Schneider - Leben betrügt, 1998, BEV Music – 1402008-5
- Giana Sisters 2001, 2001, ZYX Music – ZYX 9377-8

### Contributions
- Merregnon Soundtrack - Volume 1, 2000, Pegasus Spiele GmbH – RCD02001
- Immortal 2, 2002, synSONIQ Records – AKCD001
- Merregnon Soundtrack - Volume 2, 2004, Totentanz – TOT 23009
- Immortal 3, 2006, synSONIQ Records – AKCD002/003
- Sound Of Games Vol. 1, 2010, Sound Of Games – 770 800-2

### Jeux vidéo
- Apidya (Amiga)
- Apprentice (Amiga)
- Battle Isle (Amiga and PC)[3]
- The Baby of Can Guru (C64)
- Dulcedo Cogitationis (C64)
- The Great Giana Sisters (C64)
- Hard 'n' Heavy (C64)
- Jim Power in Mutant Planet (Amiga)
- Jim Power: The Lost Dimension in 3D (SNES)
- Quik and Silva (Amiga)
- R-Type intro music (C64, Amiga)
- Starball intro music (C64)[4]
- Shades (C64 demo)
- To be on Top (C64)
- Turrican 1-3 soundtracks (Amiga)
- M.U.D.S. – Mean Ugly Dirty Sport (Amiga)
- X-Out (Amiga)
- Z-Out (Amiga)
- Adrift in a Cobalt Eternity (PC)
- Star Wars: Rogue Squadron (N64 and PC)
- Bubsy: The Woolies Strike Back (PS4 and PC)
- Hollywood Poker Pro (Amiga)